# Lý thuyết thiết kế cơ chế
Lý thuyết thiết kế cơ chế trong kinh tế học là môn khoa học nghiên cứu việc xây dựng các quy tắc trò chơi để đảm bảo trò chơi đạt được những kết quả nhất định cho dù những người chơi-chủ thể kinh tế có những lợi ích riêng. Việc này có thể thực hiện được bằng cách lập ra một cơ cấu để người chơi có động cơ hành động như người thiết kế mong muốn.

## Khái quát
Những người thiết kế cơ chế nói chung cố gắng đạt được các kết quả sau: sự trung thực, duy lý, cân bằng ngân sách, và phúc lợi xã hội. Tuy nhiên, trong hầu hết các trường hợp, khó mà đạt được kết quả tối ưu cho đồng thời cả bốn kết quả. Đấy là chưa nói đến những kết quả hay được mong đợi khác, như tính công bằng, hiệu suất Pareto, v.v... Lý thuyết thiết kế cơ chế tiếp cận vấn đề theo hướng chấp nhận có sự đánh đổi kết quả này lấy kết quả kia. Đôi khi, các cơ chế cao cấp còn cố gắng hạn chế sự hợp tác có hại giữa những người chơi.
Một cách thức phổ biến trong thiết kế cơ chế là tìm cách đạt được kết quả mong đợi bằng một khái niệm giải thuật nhất định. Chẳng hạn, để đạt được một cân bằng chiến lược chi phối thì cần có sự chuyên quyền. Trái lại, để đạt được một cân bằng Nash thì cần có sự tham gia rộng rãi của xã hội.
Việc thiết kế cơ chế có sự tham gia trước hết và chủ yếu của các nhà kinh tế. Song ngoài ra còn có các nhà toán học, các nhà khoa học máy tính, v.v...

## Các nhánh
Lý thuyết thiết kế cơ chế có một số nhánh. Một là thiết kế thị trường, thiết kế đấu giá và đấu giá liên hợp. Hai là thiết kế phương pháp gặp gỡ giữa các người chơi (như giữa người có nhu cầu tuyển dụng lao động và người có nhu cầu tìm việc làm). Ba là thiết kế phương thức cung cấp các hàng hóa công cộng và thiết kế kế hoạch thu tối ưu của ngân sách nhà nước.

## Những người đặt nền móng
Giải Nobel kinh tế năm 2007 được trao cho Leonid Hurwicz, Eric Maskin, và Roger Myerson là những học giả kinh tế có cống hiến lớn trong việc đặt nền móng cho lý luận thiết kế cơ chế.